# Tillandsia ferrisiana
Tillandsia ferrisiana là một loài thuộc chi Tillandsia. Đây là loài đặc hữu của México.